# 北婆羅洲直轄殖民地
北婆羅洲直轄殖民地（英語：Crown Colony of North Borneo）是在英國軍事管制區解散之後不久，於1946年建立的英國直轄殖民地。1947年10月16日，英國將位於婆羅洲東北部其管轄內的烏龜群島中的七座島嶼（現屬塔威塔威省）與芒西群島，經過英美間簽署的條約，割讓給菲律賓。

## 領土

### 島嶼主權移交
1947年10月16日，根據英美過去簽署的條約，將婆羅洲東北部英國控制的七個島嶼（海龜群島）與芒西群島一起割讓給菲律賓。這些島嶼現在是民馬羅巴和邦薩摩洛的一部分。

### 爭議
儘管北婆羅洲於1963年併入馬來西亞聯邦，但關於誰擁有北婆羅洲前直轄殖民地，菲律賓與馬來西亞仍存在領土存在爭議。
1962年9月12日，在蘇祿蘇丹的遠親迪奧斯達多·馬嘉柏皋執政期間，菲律賓聲稱在北婆羅洲擁有領土，蘇祿蘇丹的繼承人罕默德·埃斯梅爾·E·基拉姆一世「割讓」了對該地區的全部主權、所有權和統治權穆給菲律賓。1963年與沙巴組成聯邦後，菲律賓與馬來西亞斷交，但之後透過馬尼拉協定非正式地部分恢復了關係。
近些年，馬來西亞與所謂的蘇祿末代蘇丹的繼承人陷入了一場價值150億美元的國際爭端。這些自封的繼承人一直與馬來西亞，就殖民時代的蘇祿蘇丹與阿爾弗雷德·登特和古斯塔夫·奧弗貝克的英國商業集團於1878 年達成的協議中的付款相關的問題與馬來西亞展開法律鬥爭，該協議最終演變為北婆羅洲特許公司。根據協議，蘇丹將北婆羅洲的土地所有權授予英國，但英國需繳納租款。宣稱人堅稱該土地只是租賃的，而馬來西亞反駁該土地實際上已被割讓，一旦該地區加入馬來西亞聯邦，所有權也同時割讓。
馬來西亞繼續根據1878年協議繳納租款，直至2013年拿篤衝突。蘇祿的宣稱人向西班牙馬德里高等法院提起仲裁上訴，該法院任命貢薩洛·斯坦帕為此事的仲裁員。
馬來西亞向馬德里高等法院民事和刑事法庭提起訴訟，撤銷了斯坦帕的仲裁權。然而，斯坦帕將案件移交給巴黎高等法院。2022年2月28日，斯坦帕做出有利於所謂蘇祿蘇丹後裔的裁決，並要求馬來西亞向訴訟當事人支付149.2億美元和解金。該裁決最終於2023年6月被國際法院駁回。

## 行政

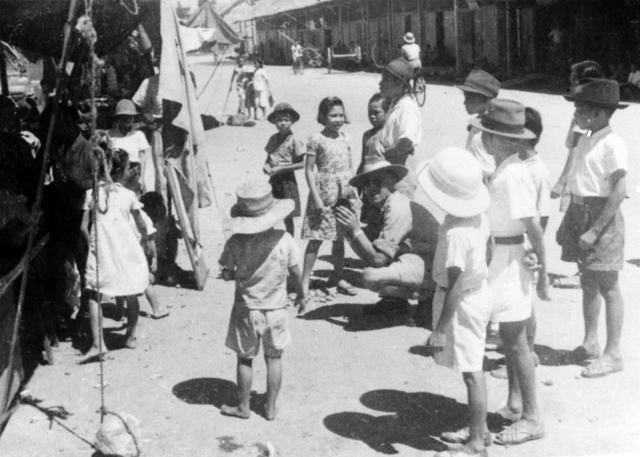
1946年澳洲政府代表拍攝北婆羅洲兒童

北婆羅洲直轄殖民地總督是英國政府北婆羅洲特許公司接管當地之後設立的職位。其由英國君主直接任命，直至1963年8月31日北婆羅洲自治和1963年9月16日馬來西亞聯邦成立。馬來西亞成立後，其改為沙巴州元首，州元首由國家元首或國王任命。
| 姓名                 | 接任   | 卸任   |
| -------------------- | ------ | ------ |
| 愛德華‧特溫寧        | 1946年 | 1948年 |
| 拉爾夫·霍恩          | 1949年 | 1954年 |
| 羅蘭·伊芙琳·特恩布爾 | 1954年 | 1959年 |
| 顧德                 | 1960年 | 1963年 |

1950年10月，行政局和立法局成立，其取代了自1946年7月以來一直存在的臨時諮詢委員會。行政局由三主要職位組成，其中有輔政司、財政司及律政司，另外還設有兩名委任官守成員及四名委任非官守官員。立法會由總督擔任主席，設有三名當然官守成員、九名委任官守議員及十名委任非官守議員組成。總督通常會從代表機構提出的名單中任命非官守成員。總的來說，北婆羅洲民主制度的發展比鄰國砂拉越慢很多。
對於地方管理，殖民地分為四個行政區，每個行政區有一名官員負責監督，這些行政區又分另設有子及行政區。納閩島是特殊的行政區，其地區官員直接向議會大臣報告。各大區被細分多個小區，這些小區由地區輔政官員管理。大多數地區官員並非本地人，地區輔政官員大多為本地人。
在每個行政區，村長負責一些次要的行政工作。村中的官員向村長報告，村長又向地區輔政官員報告。村長主持原住民法院，處理違反原住民習俗和回教法的行為。地區輔政官員也可以作為治安官行使管理權，並對法律事務擁有管理權。
1951年，農村發展條例規定在農村設立地方管理機構。1952年1月1日，第一個地方管理機構在哥打毛律成立，由地方管理機構和地方輔政官員領導。地方管理機構的成員全部由政府任命，代表哥打毛律的本地居民和當地華裔人口。隨著其他鄉村管理機構的建立，這種模式在北婆羅洲殖民地重複出現。
1954年7月1日，一項關於城區政府的法令生效。其規定允許城市設立地方管理機構、地方委員會和市議會。哲斯頓和山打根成為市議會區，斗湖和納閩於1955年加入其中。地方議會的成員完全由總督任命，但非官守議員必須佔多數。